# 前田一昭
前田 一昭（まえだ かずあき、1932年10月12日 - 2023年1月16日）は、日本の裁判官。福岡高等裁判所部総括判事や、福岡地方裁判所所長、高松高等裁判所長官等を歴任した。

## 人物・経歴
熊本県出身。熊本大学法学部卒業後、1957年裁判官任官、福岡地方裁判所判事補。1960年山形地方裁判所判事補。1963年大分地方裁判所判事補。1966年山口地方裁判所下関支部判事補。1967年山口地方裁判所下関支部判事。1968年福岡地方裁判所行橋支部判事。1970年福岡地方裁判所判事。1974年福岡地方裁判所飯塚支部部総括判事。1976年福岡地方裁判所部総括判事。1978年福岡高等裁判所事務局長。1983年福岡高等裁判所判事。1984年東京高等裁判所判事。1988年佐賀地方裁判所長、佐賀家庭裁判所長。1989年福岡家庭裁判所長。1990年福岡高等裁判所部総括判事。1992年福岡地方裁判所所長。1996年高松高等裁判所長官。1997年定年退官。2002年勲二等旭日重光章受章。2023年1月16日に死去。90歳没。死没日付をもって正三位に叙された。